# Kerstaanslagen in Nigeria in 2011
Op 25 december 2011 werden er in Nigeria vijf aanslagen gepleegd, de meeste van deze aanslagen werden tegen kerken gepleegd. Hierbij kwamen 45 personen om het leven. Terreurorganisatie Boko Haram, verantwoordelijk voor een serie aanslagen in Nigeria, claimde de aanslagen te hebben gepleegd. In het shariaconflict in Nigeria werden veel van dergelijke aanslagen gepleegd.
De aanslagen van 25 december 2011 vonden plaats in de steden Abuja, Jos, Gadaka en Damaturu. De meeste doden vielen in de stad Madalla, een voorstad van Abuja. Hier kwamen ten minste 37 kerkgangers om bij een bomaanslag op de Sint-Theresakerk. Ook in de drie andere steden gingen bommen af, hier vielen minder doden. Ook in de stad Maiduguri, dat in het islamitische noorden van Nigeria ligt, werden op Kerstavond christenen vermoord. Twee kerken werden aangevallen door gewapende mannen. Ze doodden zes christenen, 25 christenen raakten gewond.
President Goodluck Jonathan beloofde dat zijn regering er alles aan zal doen om de daders voor het gerecht te brengen. De Verenigde Naties, de Verenigde Staten en het Vaticaan spraken hun afschuw uit over de aanslagen. Het Witte Huis had het over zinloos geweld en een tragisch verlies van mensenlevens. De VS boden ook hun hulp aan om de daders van de aanslagen voor de rechter te krijgen.